# Eugenia mcvaughii
Eugenia mcvaughii là một loài thực vật có hoa trong Họ Đào kim nương. Loài này được Steyerm. & Lasser mô tả khoa học đầu tiên năm 1981.